# Corveta

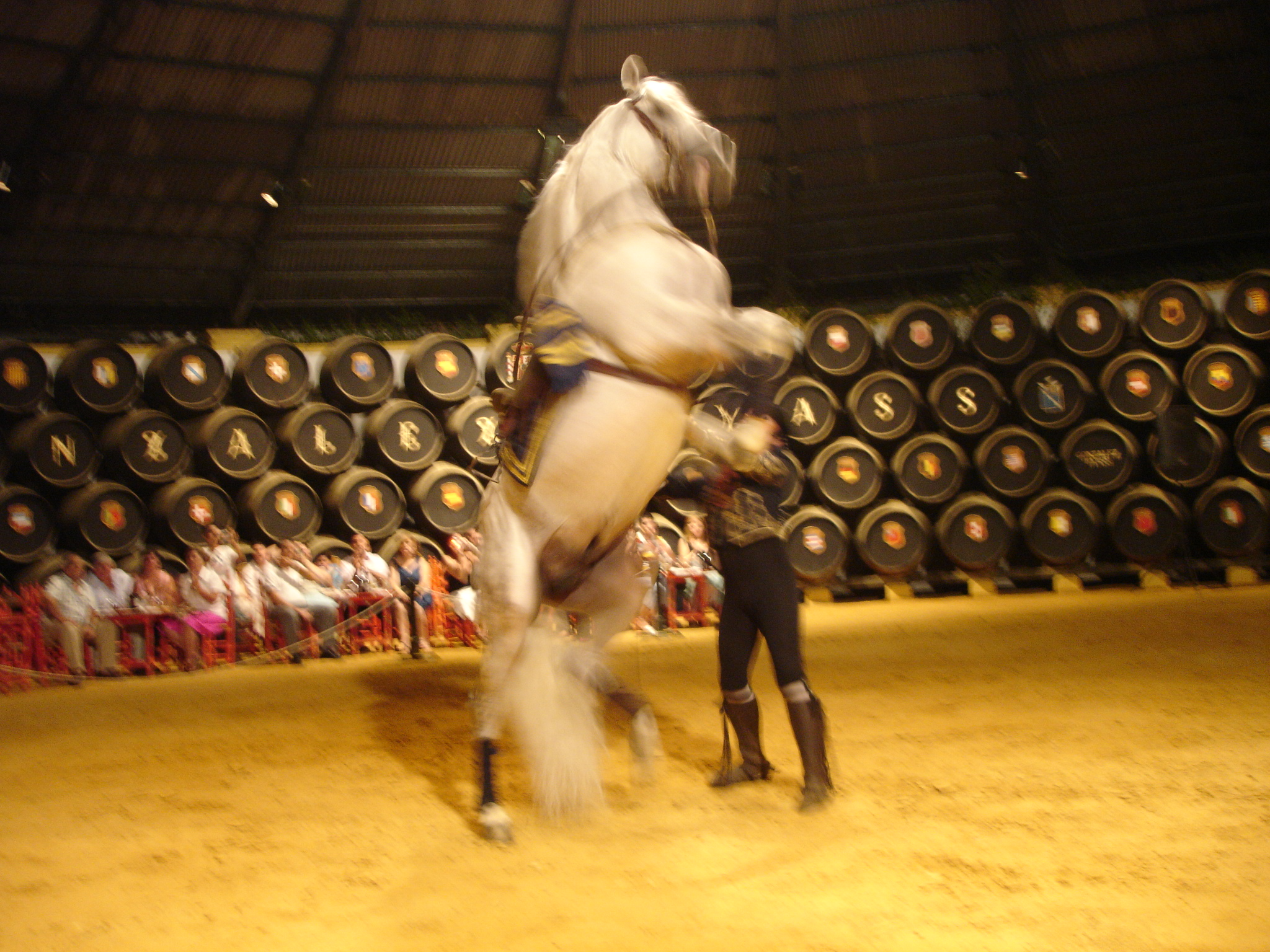
Caballo haciendo una corveta

Se llama corveta a una especie de salto mediano que hace el caballo.
El caballo forma la corveta levantándose primeramente de adelante, doblado de brazos y apoyándose luego con igualdad y blandura sobre las piernas. Esto es, colocando los pies uno enfrente de otro y las piernas con flexibilidad en los corvejones, el que el animal repite y continúa después con la misma cadencia de suerte que las ancas rebaten juntas o acordes y por reiteraciones continuadas después que los brazos del caballo bajan al suelo.
La media corveta no es otra cosa que un género de aire más bajo, más vivo y adelantado que la verdadera corveta.
Es expuesto a que resulten en los caballos que corvetean en exceso, corvas, so-corvas, corvazas, esparavanes y otros accidentes. Los esparavanes de garbanzuelo son causa de que el caballo se queme pero si tiene uno en cada remo, hacen que levante y rebata en este manejo el animal con mucha más gracia las piernas.

## Etimología y ortografía
"Corveta" deriva de "corva" (la parte por la que se dobla la pierna, opuesta a la rodilla), que a su vez deriva de "curvo" (lat. "curvus"). La ortografía aceptada actualmente es por tanto con "v", como le corresponde etimológicamente. Fue muy frecuente la ortografía con "b" antes de las reformas ortográficas de 1815, y todavía hoy es frecuente encontrar esta ortografía en expresiones fijas como "caballo en corbeta" para designar la postira en contextos heráldicos o artísticos.

## Expresiones relacionadas
- se dice poner al caballo en el aire de corvetas, caballo que hace corvetas, que maneja en corvetas, que por sí mismo se presenta a las corvetas.
- un caballo baila o bate el polvo en las corvetas siempre que se acelera y las hace demasiado bajas.